# Giacomo Carafa
Giacomo (oder Jacopo) Carafa (* 15. Jahrhundert; † Juni 1488 in Castelvetere) war ein italienischer Adliger und Condottiere, Graf von Matera und Herr von Castelvetere, Corato, Gioia Tauro, Roccacinquemiglia, Roccaraso und Roccella.

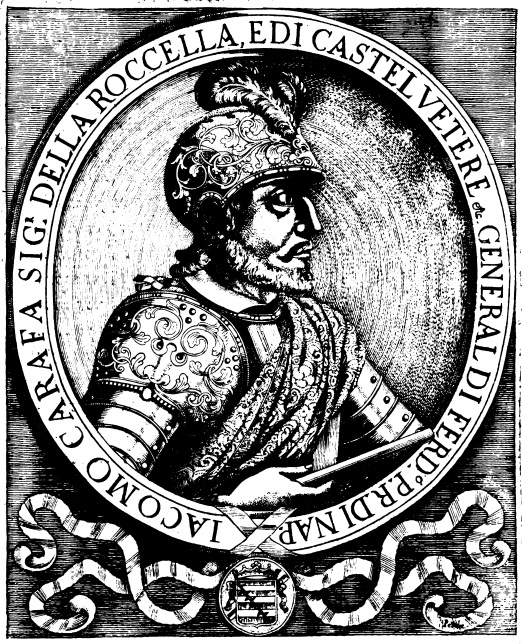
Porträt von Giacomo Carafa

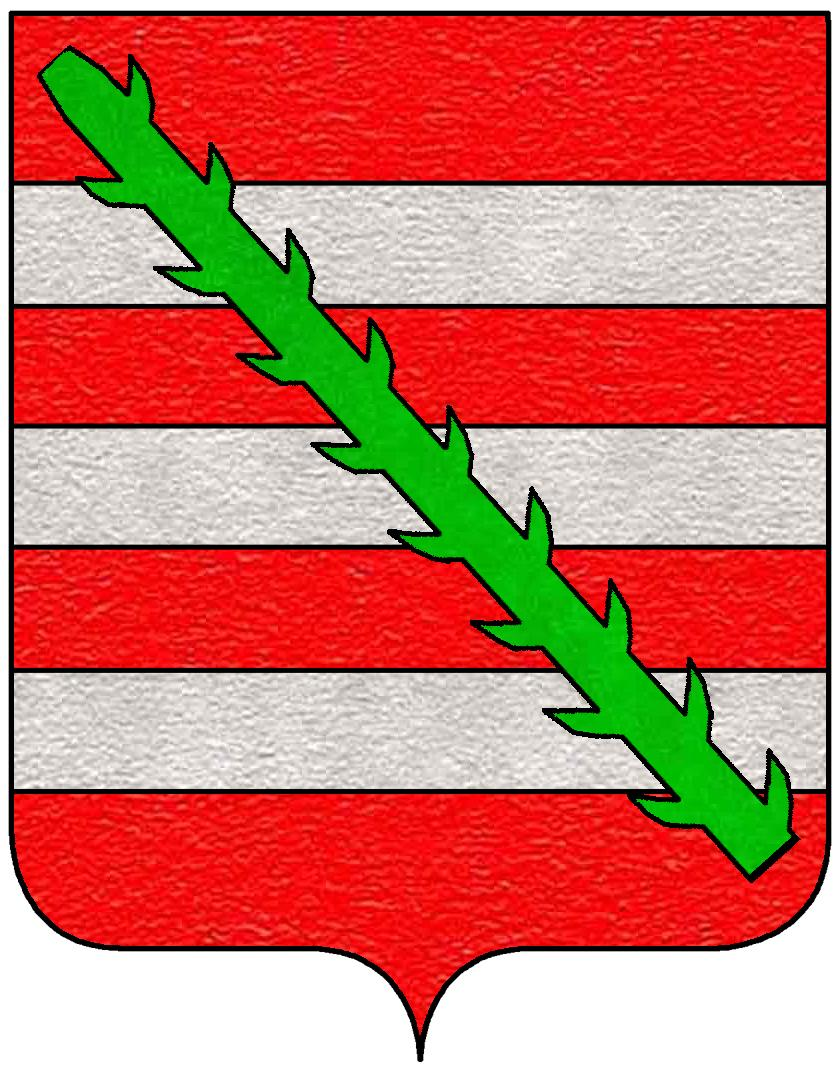
Wappen der Fam. Carafa

## Leben
Der Sohn von Onofrio und Caterina, die beide der Familie Carafa aus dem Zweig der della Spina angehörten, schlug eine militärische Laufbahn unter dem König des Königreichs Neapel Ferdinand von Aragon ein, der versuchte, gegen die aufständischen Barone vorzugehen, die sich auf die Seite seines Thronrivalen Johann von Anjou-Valois stellten. Zunächst unterstützte er den neapolitanischen Herrscher bei der Belagerung und Niederlage des aufständischen Antonio Centelles in Belcastro, dann, zum Leutnant befördert, erlangte er Berühmtheit durch die Belagerung von Vasto im Jahre 1464, bei der er dafür sorgte, dass die vom Hunger erschöpfte Bevölkerung den aufständischen Feudalherrn Antonio Caldora bei einem Aufstand gefangen nahm. Als Belohnung für seinen Erfolg erwarb er 1479 auf Befehl des Königs für 4.000 Dukaten die Herrschaften Castelvetere und Roccella, beide in Kalabrien, die Antonio Centelles bzw. Galeotto Baldassino gehörten. Carafa, der bereits drei Lehen in den Abruzzen besaß, darunter Roccacinquemiglia und Roccaraso, die er von seinem Vater geerbt hatte, vergrößerte damit seinen Lehnsbesitz, zu dem 1486 noch die Grafschaft Matera und die Herrschaft Corato hinzukamen.
Im Jahr 1463 wurde er mit dem Hermelinorden ausgezeichnet. 1459 wurde er zum General der königlichen Armee in Kalabrien ernannt und arbeitete bis 1470 mit Antonello di Caivano zusammen, um die öffentliche Ordnung in diesem Gebiet aufrechtzuerhalten. Danach zog er sich aus Altersgründen aus dem politischen und militärischen Leben zurück und starb im Juni 1488 in Castelvetere, wo er auch begraben wurde.

## Nachkommen
Giacomo Carafa heiratete Antonella di Molise, mit der er zwei Söhne und eine Tochter hatte:
- Vincenzo, der Erstgeborene, Graf von Grotteria und Matera, erbte nach dem Tod seines Vaters alle Lehen; 1488 heiratete er Berardina Siscara[3]
- Giovanni, zweiter Sohn, Graf von Policastro, der Giovannella Sanz heiratete[4]
- Francesca, die Giovanni Battista Frangipane della Tolfa heiratete[1]